# Imagisme
Ne doit pas être confondu avec Imaginisme.
L'imagisme est un mouvement poétique anglo-américain du début du XXe siècle qui souhaite s'affranchir de la tradition poétique romantique et victorienne en choisissant un langage imagé, une expression précise et directe. Les « imagistes » rejettent l'artifice typique de beaucoup de poètes romantiques de la période victorienne. Ils se situent en opposition aux poètes géorgiens beaucoup plus respectueux de la tradition. Les premières publications où apparait le nom d'« imagistes » sont publiées entre 1914 et 1917 par une grande partie des figures les plus importantes de la poésie moderniste en anglais, ainsi qu'un certain nombre d'autres figures du modernisme dans d'autres domaines différents de la poésie.
Originaire de Londres, le mouvement imagiste débute au Royaume-Uni, en Irlande et aux États-Unis. Certains des plus grands imagistes sont des femmes, ce qui était assez peu courant à l'époque. L'imagisme est le premier mouvement organisé de la littérature anglaise moderne. Selon T.S. Eliot : « Le point de repère habituellement considéré comme le point de départ de la poésie moderne est le groupe dénommé imagistes à Londres en 1910 ».
Au moment de l'émergence de l'imagisme, Henry Longfellow et Alfred Tennyson sont considérés comme les parangons de la poésie, et le public apprécie le ton parfois moralisateur de leurs écrits. En revanche, l'imagisme est appelé à un retour à ce qui est considéré comme des valeurs plus classiques, telles que la franchise, la présentation et l'économie de langage, ainsi que la volonté d'expérimenter de nouvelles formes de poésie. L'accent mis sur la « chose » comme « chose » (tentative d'isoler une seule image pour révéler son essence) reflète aussi l'évolution contemporaine de l'art avant-gardiste, en particulier du cubisme. Bien que l'imagisme isole les objets grâce à l'utilisation de ce que Ezra Pound appelle les « détails lumineux », la méthode idéogrammatique de Pound qui juxtapose des exemples concrets pour exprimer une abstraction est similaire à la manière du cubisme de synthétiser les perspectives multiples en une seule image.

## Contexte pré-imagiste

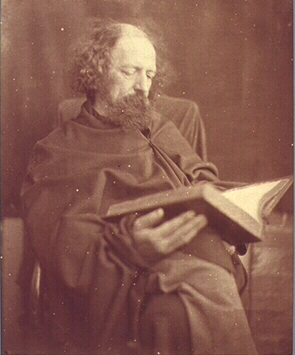
Alfred Tennyson, poète lauréat de 1850 à 1896.

Les poètes britanniques de l'époque édouardienne des années 1890, comme Alfred Austin, Stephen Phillips ou William Watson, ont beaucoup travaillé dans l'ombre du poète lauréat Alfred Tennyson, produisant de pâles imitations de la poésie de l'époque victorienne. Ils ont continué à travailler de cette manière dans les premières années du XXe siècle.
À la mort de Tennyson, Austin était encore le poète lauréat britannique, un poste qu'il a occupé jusqu'en 1913. Dans les années 1900, la poésie avait encore un large public ; à cette époque sont publiés des recueils de poésie tels que The Dynasts de Thomas Hardy, les Poetical Works posthumes de Christina Rossetti, Poems de Ernest Dowson, Last Poems de George Meredith, Ballads of a Cheechako de Robert Service et Ballads and Poems de John Masefield.
Le futur prix Nobel William Butler Yeats, très impliqué dans l'Abbey Theatre et dans l'écriture de pièces de théâtre, ne produit que peu de poésie lyrique au cours de cette période. En 1907, le prix Nobel de littérature est décerné à Rudyard Kipling.
Outre Atlantique, un seul poète continue, Walt Whitman (1819-1892), sans descendance. Deux autres figures poétiques, Emily Dickinson (1830-1886) et Gerard Manley Hopkins (1844-1889), ont eu peu d'influence immédiate, dans la mesure où leur travail a été publié de manière posthume. Paris attire encore les poètes : Verlaine, Mallarmé, Régnier, Villiers...
Stephen Crane (1871-1900) propose un vers libre aussi radical. William Ernest Henley (1849-1903) (Invictus), John Davidosn (1857-1909), et d'autres, sont également actifs.

## 1909
Les origines de l'imagisme se trouvent dans deux poèmes, Autumn et A City Sunset de T. E. Hulme. Ils ont été publiés en janvier 1909 par le Poets' Club de Londres dans un brochure intitulée For Christmas MDCCCCVIII. Hulme était étudiant en mathématiques et en philosophie ; il a participé à la mise en place du club en 1908 et en a été le premier secrétaire. Vers la fin de l'année 1908, il a présenté son document A Lecture on Modern Poetry à une des réunions du club. Dans le magazine The New Age d'Alfred Richard Orage, le poète et critique F. S. Flint (un spécialiste du vers libre et de la poésie française moderne) a été très critique envers le club et ses publications. Grâce au débat qui a suivi, Hulme et Flint sont devenus des amis proches. En 1909, Hulme quitte le Poets' Club et se réunit avec Flint et d'autres poètes dans un nouveau groupe qu'il nomme le Secession Club. Ils se réunissent dans le restaurant de la Tour Eiffel dans le London's Soho pour discuter d'une réforme de la poésie contemporaine grâce au vers libre, au tanka, au haïku et à la suppression de tout le verbiage propre aux poèmes, jugé inutile. L'intérêt pour les formes de poésie japonaise est à placer dans un contexte de renaissance tardive de l'intérêt de l'époque victorienne et édouardienne pour les chinoiserie et le japonisme comme en témoigne la mode des années 1890 pour les estampes japonaises de William Anderson, offertes au British Museum, les spectacles de Noh à Londres, et le succès de l'opérette de Gilbert et Sullivan, The Mikado (1885). Il y a également des modèles littéraires directs tels que Hyak nin is’shiu, or, Stanzas by a Century of Poets, Being Japanese Lyrical Odes de F. V. Dickins en 1866, la première version en anglais de Hyakunin isshu, une anthologie de cent tankas du XIIIe siècle, des écrits et poèmes de Sadakichi Hartmann du début du XXe siècle, et des traductions de textes contemporains français.
Le poète américain Ezra Pound intègre le groupe en avril 1909 car il constate que leurs idées sont proches des siennes. Les études de Pound sur la littérature romantique ont particulièrement provoqué l'admiration, expression directe qu'il a détectée dans les écrits d'Arnaut Daniel, Dante Alighieri et Guido Cavalcanti, entre autres. Par exemple, dans sa série d'essais datant de 1911 et 1912, I gather the limbs of Osiris, Pound écrit de la ligne de Daniel « pensar de lieis m'es repaus » (de la canzone En breu brizara'l temps braus) : « Vous ne pouvez pas obtenir de déclaration plus simple que cela, ou plus claires, ou moins rhétorique. ». La franchise, le clarté et l'absence de rhétorique sont des critères définissant la poésie imagiste. Grâce à son amitié avec Laurence Binyon, Pound avait déjà développé un intérêt pour l'art japonais en examinant les estampes de Nishiki-e au British Museum, et il devint rapidement absorbé dans l'étude des formes de poésie japonaises.
Dans une lettre datant de 1928 au traducteur et critique Français René Taupin, Pound mentionne une autre influence de l'imagisme, soulignant que Hulme a été, à bien des égards, redevable à la tradition symboliste, à William Butler Yeats et Arthur Symons, en passant par la génération des poètes britanniques du Rhymers' Club et Mallarmé. En 1915, Pound publie la poésie d'un autre poète des années 1890, Lionel Johnson (en) (1867-1902) pour l'éditeur Elkin Mathews. Dans l'introduction, il écrit :
« No one has written purer imagism than [Johnson] has, in the line
Clear lie the fields, and fade into blue air,
It has a beauty like the Chinese,. »

## L'imagisme

### Premières publications et déclarations d'intention
L'imagisme se diffuse rapidement outre-Atlantique, grâce à l'intermédiaire de la revue Poetry d'Harriet Monroe, fondée en 1912. Dans son second numéro se trouve le premier poème imagiste publié aux Etats-Unis, "Choricos" de Richard Aldington. Harriet Monroe définit alors l'imagisme comme « un groupe de fervents hellénistes qui se livrent à d'intéressantes expériences sur le vers libre et s'efforcent de reproduire en anglais certaines subtilités de cadence de l'espèce de celles que Mallarmé et ses disciples ont recherchées en français ».

### 1914:Des Imagistes
Déterminé à promouvoir le travail des imagistes, et en particulier celui de Richard Aldington et H.D., Pound publie une anthologie nommée Des Imagistes. Elle est d'abord publiée en février 1914 dans la cinquième livraison de la revue newyorkaise dirigée par Alfred Kreymborg et Man Ray, The Glebe, puis par Alfred et Charles Boni, et enfin par Harold Monro à la Poetry Bookshop à Londres en 1918. Il devient l'un des plus influents et importants recueils de poésie moderniste. Parmi les trente-sept poèmes contenus dans l'anthologie, dix sont d'Aldington, sept de H.D., et six de Pound. Le livre inclut également des travaux de F. S. Flint, Skipwith Cannell (en), Amy Lowell, William Carlos Williams, James Joyce, Ford Madox Ford, Allen Upward et John Cournos.
Les choix éditoriaux de Pound se font plus en fonction de la sympathie que les écrivains ont pour les préceptes imagistes que sur la participation en sein d'un groupe en tant que tel. Williams, qui habite aux États-Unis, n'a jamais participé à aucune discussion du groupe de la tour Eiffel. Cependant, lui et Pound correspondent depuis longtemps sur la question d'un renouvellement de la poésie, tout en gardant les mêmes lignes. Ford, lui, est inclus au moins en partie parce qu'il a une forte influence sur Pound, qui est le poète faisant sa transition depuis un style influencé par le préraphaélisme vers un style d'écriture plus fort, plus moderne. L'inclusion d'un poème de Joyce, I Hear an Army, envoyé à Pound par W.B. Yeats, a pris une importance plus grande dans l'histoire du modernisme littéraire,

### Les imagistes après l'imagisme
Imagist Anthology 1930

## Quelques poètes imagistes
- Richard Aldington (1892-1962)
- John Cournos (1881-1966)
- H.D. (Hilda Doolittle) (1886-1961)
- John Gould Fletcher (1886-1950)
- Frank Stuart Flint (1885-1960)
- Ford Madox Ford (1873-1939)
- Thomas Ernest Hulme (1883-1917)
- James Joyce (1882-1941)
- D. H. Lawrence (1885-1930)
- Amy Lowell (1874-1925)
- John Masefield (1878-1927) (au début)
- Ezra Pound (1885-1972)
- William Carlos Williams (1883-1963)

## Héritage
Parmi les poètes non-imagistes qui ont côtoyé l'imagisme : Wallace Stevens, Marianne Moore, Mina Loy, E.E. Cummings, T.S. Eliot.
La Renaissance de San Francisco, la British Poetry Revival (en), et l'Objectivisme (littérature) ont été inspirés par l'imagisme. Enfin, Charles Olson (1910-1970), dans la Black Mountain Review, reconnaît la dette de la Beat Generation.